# American Dialect Society

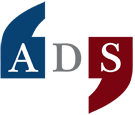
American Dialect Society

Die American Dialect Society (ADS) ist eine nordamerikanische Gelehrtengesellschaft. Sie wurde 1889 gegründet und hat sich zur Aufgabe gemacht, das in den USA und Kanada gesprochene Englisch sowie dessen Einflüsse auf andere Sprachen bzw. die Einflüsse aus anderen Sprachen Nordamerikas zu erforschen. Die ADS arbeitet außerdem am Dictionary of American Regional English und am Linguistic Atlas of the United States and Canada mit. Seit 1990 kürt sie ein Wort des Jahres.